# ألفرد بيرد جراف
ألفرد بيرد جراف (بالإنجليزية: Alfred Byrd Graf؛ بالألمانية: Alfred Byrd Graf) هو عالم نبات وكاتب ألماني وأمريكي، ولد في 23 نوفمبر 1901 في نورنبرغ في ألمانيا، وتوفي في 14 ديسمبر 2001 في دوسلدورف في ألمانيا.